# Brignais
Brignais ist eine französische Gemeinde mit 12.330 Einwohnern (Stand 1. Januar 2022) im Département Rhône in der Region Auvergne-Rhône-Alpes. Sie gehört zum Arrondissement Lyon und zum Kanton Brignais.

## Geschichte
Während des Hundertjährigen Kriegs war Brignais Schauplatz der  Schlacht bei Brignais zwischen der königlichen Armee und den Grandes Compagnies.
1990 fand im Ort die internationale Kunstausstellung „Menschenbild im Realismus“ statt.

### Bevölkerungsentwicklung
| Jahr                       | 1962 | 1968 | 1975 | 1982 | 1990   | 1999   | 2006   | 2017   |
| Einwohner                  | 3041 | 3922 | 6790 | 9564 | 10.036 | 11.207 | 11.658 | 11.434 |
| Quellen: Cassini und INSEE |      |      |      |      |        |        |        |        |

## Städtepartnerschaften
Städtepartnerschaften bestehen mit Hirschberg an der Bergstraße in Baden-Württemberg und Ponsacco in der italienischen Provinz Toskana.
Daneben gibt es ein Patenschaftsverhältnis zur elsässischen Gemeinde Schweighouse-Thann und freundschaftliche Beziehungen zu Gattatico in der italienischen Provinz Emilia-Romagna  und Niederau in Sachsen.

## Weblinks

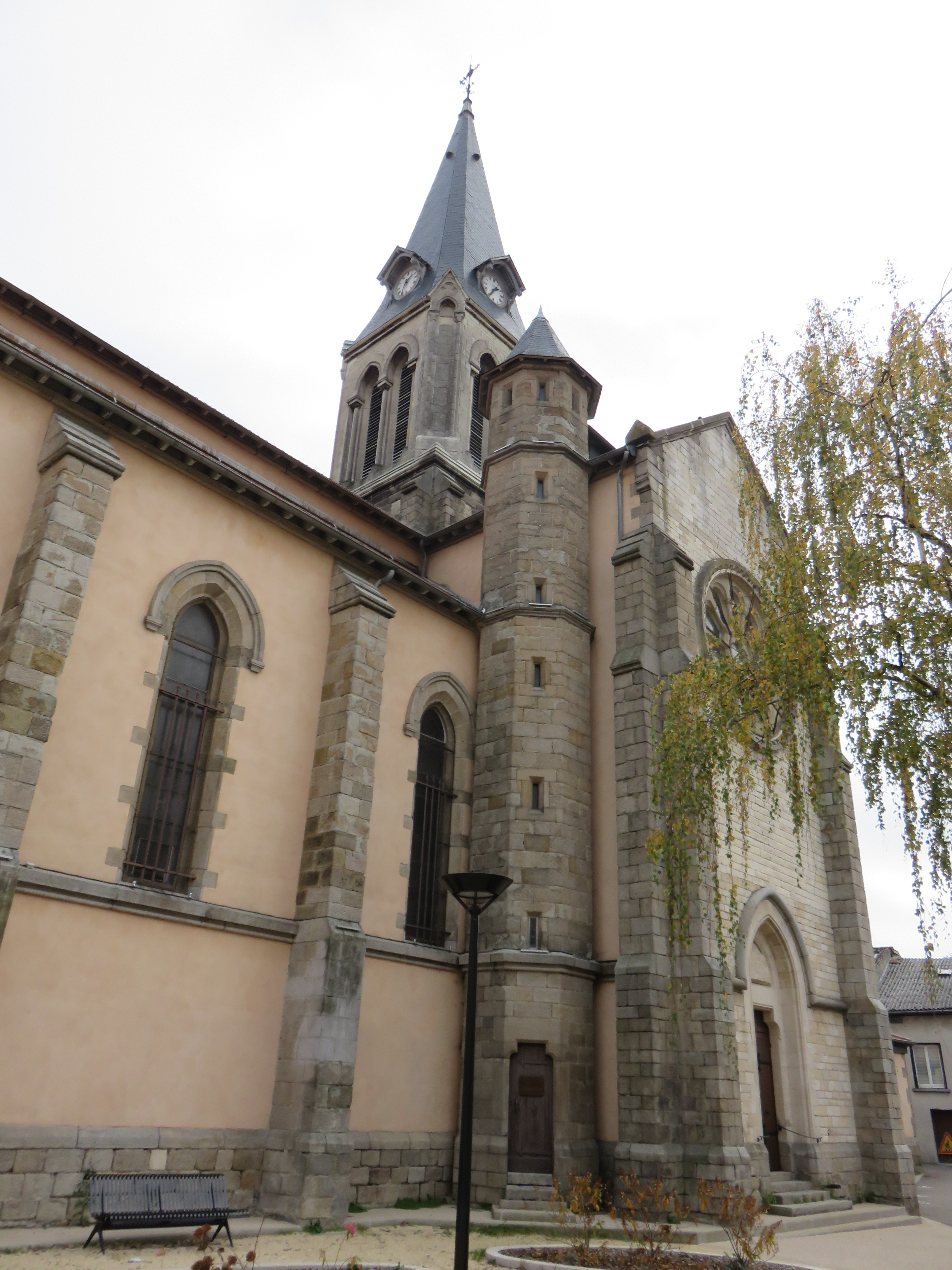
Kirche Saint-Clair